# Beaumat
Beaumat ist eine ehemalige französische Gemeinde mit 72 Einwohnern (Stand: 1. Januar 2022) im Département Lot in der Region Okzitanien. Sie gehörte zum Arrondissement Gourdon und zum Kanton Causse et Vallées. 
Beaumat wurde mit Wirkung vom 1. Januar 2016 mit den Gemeinden Fontanes-du-Causse, Labastide-Murat, Saint-Sauveur-la-Vallée und Vaillac zur Commune nouvelle Cœur de Causse zusammengeschlossen und übt dort seither die Funktion einer  Commune déléguée aus.

## Lage
Nachbarorte sind Frayssinet im Westen, Vaillac im Norden und im Nordosten, Labastide-Murat und Saint-Sauveur-la-Vallée im Südosten und Lamothe-Cassel im Süden.

## Bevölkerungsentwicklung
| Jahr      | 1962 | 1968 | 1975 | 1982 | 1990 | 1999 | 2008 | 2013 |
| --------- | ---- | ---- | ---- | ---- | ---- | ---- | ---- | ---- |
| Einwohner | 107  | 191  | 97   | 98   | 78   | 63   | 77   | 81   |